# Karang Bajo
Karang Bajo is een bestuurslaag in het regentschap Noord-Lombok van de provincie West-Nusa Tenggara, Indonesië. Karang Bajo telt 3178 inwoners (volkstelling 2010).